# 9 февраля
9 февраля — 40-й день года  по григорианскому календарю.
До конца года остаётся 325 дней (326 дней в високосные годы).
До 15 октября 1582 года — 9 февраля по юлианскому календарю, с 15 октября 1582 года — 9 февраля по григорианскому календарю.
В XX и XXI веках соответствует 27 января по юлианскому календарю.

## Праздники и памятные дни
См. также: Категория:Праздники 9 февраля

### Международные
- Международный день стоматолога.[источник не указан 590 дней]

### Профессиональные
- Россия — День работника гражданской авиации[2].

### Религиозные

#### Католицизм
- Память святой Аполлонии Александрийской;
- память святого Марона;
- память святого Тейло;
- память святого Ансберта Руанского[англ.];
- память блаженной Анны Катерины Эммерих.

#### Православие[3]
- Перенесение мощей святителя Иоанна Златоуста (438).

### Именины
- Католические: Анна, Ансберт, Аполлония, Екатерина, Марон/Марун, Тейло.
- Православные: Варданий, Дмитрий, Ермоген, Иван, Маркиана, Пётр, Полихроний.

## События
См. также: Категория:События 9 февраля

### До XIX века
- 474 — Зенон Исавр становится византийским императором (до ноября 474 г. совместно со своим сыном Львом).
- 1529 — сторонники Реформации разграбили и осквернили Кафедральный собор в Базеле. При этом значительное количество скульптур было повреждено иконоборцами.
- 1552 — первый губернатор Чили, конкистадор Педро де Вальдивия, основал город Санта-Мариа-ля-Блака-де-Вальдивия, ставший одним из форпостов испанских колонизаторов вплоть до 1810—1811 годов, когда Чили стало независимым государством.
- 1601 — столица Испании возвращается в первую столицу страны Вальядолид.
- 1621 — 234-м папой римским избран Алессандро Людовизи, принявший имя Григорий XV.
- 1667 — заключено Андрусовское перемирие между Россией и Польшей, по итогам которого Киев и Левобережная Украина перешли под власть России.
- 1695 — Морейская война: у островов Инуссес состоялось морское сражение[англ.], окончившееся вничью. Спустя 10 дней, 19 февраля, сражение продолжилось и турки разгромили венецианский флот.
- 1710 — в России вышел указ царя Петра I об официальном введении русского гражданского алфавита[4].
- 1788 — Австрия объявляет войну Турции.

### XIX век
- 1801 — в городе Люневиль заключён мирный договор между Францией и Австрией. Со стороны Франции был подписан Жозефом Бонапартом, со стороны Австрии — министром иностранных дел Людвигом фон Кобенцлем. Договор означал конец второй антифранцузской коалиции и послужил прологом к серии мирных договоров между Францией и её противниками, завершившихся Амьенским мирным договором 1802 года.
- 1849 — Весна народов: по предложению Гарибальди в Риме была провозглашена республика.
- 1854 — административный центр округа Ли в американском штате Алабама получил статус города[5].
- 1877 — в Санкт-Петербурге организована Николаевская морская академия.
- 1885 — в России открылась первая бесплатная библиотека — библиотека-читальня имени И. С. Тургенева в Москве.
- 1893 — первое представление оперы Джузеппе Верди «Фальстаф» состоялось в театре «Ла Скала» в Милане.
- 1896 — в Юсуповском саду Санкт-Петербурга прошёл первый чемпионат мира по фигурному катанию. Победу одержал немец Гильберт Фукс.
- 1897 — состоялась Первая Всеобщая перепись населения Российской империи.
- 1900 — 20-летний американский теннисист Двайт Ф. Дэвис основывает названный в честь него Кубок Дэвиса. Первым обладателем кубка Дэвиса были США, со счётом 3:0 победившие Великобританию.

### XX век
- 1904 — 8 японских миноносцев торпедировали стоявшие на внешнем рейде Порт-Артура корабли русского флота. Это нападение положило начало Русско-японской войне. Легендарное сражение крейсера «Варяг» с японской эскадрой.
- 1913 — Великое шествие метеоров 1913 года.
- 1918 — заключение договора между УНР и Центральными державами.
- 1920
  - Британские колониальные войска вступили в столицу государства дервишей Талех. Впервые столкнувшиеся с самолётами войска дервишей разбежались.
  - В Париже подписан Шпицбергенский трактат о Шпицбергене, определивший международно-правовой статус архипелага.
- 1923
  - Премьер-министром Австралии становится Стэнли Мельбурн Брюс.
  - Совет Труда и Обороны принял постановление «Об организации Совета по гражданской авиации» и «О возложении технического надзора за воздушными линиями на Главное управление воздушного флота». В. И. Ленин подписал постановление о создании Гражданского воздушного флота РСФСР.
- 1924 — образована Нахичеванская АССР в составе Азербайджанской ССР. (с ноября 1990 года — Нахичеванская Автономная Республика в составе Азербайджанской Республики).
- 1929 — в Москве, по инициативе заместителя наркома по иностранным делам СССР Максима Литвинова, подписан договор между СССР, Польшей, Румынией, Латвией и Эстонией об отказе от войны в качестве орудия национальной политики (т. н. «Протокол Литвинова»)
- 1931 — торжественное открытие и первый съёмочный день Центральной фабрики Союзкино (ныне «Мосфильм»).
- 1934
  - В Афинах заключён военно-политический союз Греции, Румынии, Турции и Королевства Югославии с целью сохранения послеверсальского соотношения сил на Балканском полуострове (так называемая «Балканская Антанта»).
  - Экс-руководитель Третьей республики Гастон Думерг становится премьер-министром Франции.
- 1943
  - Битва за Гуадалканал — победа союзных войск над японцами.
  - Краснодарская операция: началась Краснодарская наступательная операция войск Северо-Кавказского фронта (И. И. Масленников) при содействии Черноморского флота (Ф. С. Октябрьский).
  - Сотня УПА под командой Григория Перигийняка напала на польскую деревню Паросля[пол.] на Волыни. Было убито от 149 до 173 мирных поляков. Это нападение было первым массовым убийством поляков украинцами. С него началась Волынская резня.
  - Харьковская наступательная операция: войска 40-й армии (К. С. Москаленко) Воронежского фронта (Ф. И. Голиков) полностью очистили Белгород от немцев.
- 1945
  - Британская подводная лодка HMS Venturer под командованием лейтенанта Джеймса «Джимми» С. Лондерса потопила немецкую подводную лодку U-864 в Северном море к западу от Бергена, Норвегия. Это была первая и с тех пор единственная атака лодки против лодки, когда обе были в подводном положении.
  - В Эльбинге (Восточная Пруссия) арестован командир артбатареи капитан А. И. Солженицын.
  - Кольмарская операция: ликвидирована окружённая в районе Кольмара группировка 19-й немецкой армии.
- 1948 — в Токио основан Всемирный центр айкидо Айкикай.
- 1950 — малоизвестный сенатор-республиканец от штата Висконсин Джозеф Маккарти выступил в Республиканском женском клубе в городе Уилинг (Западная Вирджиния) с речью, в которой заявлял, что государственный департамент Соединённых Штатов просто заполнен коммунистами, а в департаменте Дина Ачесона (госсекретарь при Г. Трумэне) их число достигло 205 человек. Имя сенатора сразу же появилось на первых полосах крупнейших газет, на радио и только получившем распространение телевидении. Именно с этого выступления началось маккартистское движение.
- 1953 — на фоне разворачивавшегося в СССР Дела врачей, в советском посольстве в Тель-Авиве (на бульваре Ротшильда, 46) была взорвана бомба. Взрывное устройство в 30 кг (по другой версии — 15 кг) сработало у восточной стены миссии в 21:45 (советские документы указывают иное время — 22:35). Зданию был причинён значительный ущерб: были выбиты все стёкла, оконные рамы и двери на первом, втором и частично третьем этажах. Тяжело ранена А. П. Сысоева, жена завхоза, ранения различной степени тяжести получили К. В. Ершова, жена посланника, и шофёр миссии И. Г. Гришин. 11 февраля СССР разорвал дипломатические отношения с Израилем.
- 1961 — премьера фильма польского режиссёра Ежи Кавалеровича «Мать Иоанна от ангелов».
- 1963 — первый полёт узкофюзеляжного среднемагистрального пассажирского самолёта Boeing 727. С 1960-х по 1980-е годы Boeing 727 являлся одним из самых популярных авиалайнеров в мире.
- 1964
  - Завершились IX зимние Олимпийские игры. В медальном зачёте лучшими были спортсмены СССР.
  - «The Beatles» выступили в шоу Эда Салливана. Начало битломании в США.
- 1965 — премьера фильма польского режиссёра Войцеха Хаса «Рукопись, найденная в Сарагосе».
- 1969 — первый полёт Boeing 747 — первого в мире дальнемагистрального двухпалубного широкофюзеляжного пассажирского самолёта.
- 1976 — катастрофа Ту-104 в Иркутске. Погибли 24 человека.
- 1989 — катастрофа Ту-154 в Бухаресте. Погибли 5 человек.
- 1990
  - На гербе Польши орёл опять обрёл корону.
  - На заседании Национальной ассамблеи Намибии была принята Конституция Намибии.
- 1991 — проведён референдум о независимости Литвы от СССР. За восстановление независимости проголосовали около трёх четвертей зарегистрированных избирателей при явке, превысившей 80 %.
- 1992 — Боснийская война: международной конференцией по бывшей Югославии представлен «План Вэнса-Оуэна», согласно которому Босния и Герцеговина делилась на 10 национальных кантонов, а столица Сараево демилитаризировалась. Отвергнут сербской стороной.
- 1996 — в Институте тяжёлых ионов в Дармштадте, Германия, объявлено об открытии 112-го элемента с атомной массой 285 — коперниция[6].
- 1998
  - Покушение на президента Грузии Эдуарда Шеварднадзе. В центре Тбилиси его кортеж был обстрелян из гранатомёта и автоматического оружия. Однако бронированный «Мерседес» спас ему жизнь.
  - Разрешена деятельность Армянской революционной федерации Дашнакцутюн, старейшей оппозиционной партии Армении.

### XXI век
- 2001 — премьер-министром Таиланда стал Таксин Чиннават.
- 2004:
  - В Анголе погиб оператор телеканала НТВ Вячеслав Уткин. Он находился в Анголе по заданию редакции, работал над очередным сюжетом.
  - На территории Лянкаранского и Астаринского районов Азербайджана создан Гирканский национальный парк.
- 2006 — торжественно открыт Храм во имя Преображения Господня в городе Серове.
- 2009 — Далай-лама решением городского совета стал почётным гражданином Рима.
- 2010 — утверждение Европарламентом нового состава Европейской комиссии.
- 2012 — на посту премьер-министра Румынии утверждён Михай Рэзван Унгуряну.
- 2016: 
  - в Абхазии введён запрет на аборты[7].
  - столкновение поездов в Бад-Айблинге. 12 погибших, 89 раненых.

## Родились
См. также: Категория:Родившиеся 9 февраля

### До XIX века
- 1344 — Мейнгард III (ум. 1363), граф Тироля и герцог Верхней Баварии в 1361 года из династии Виттельсбахов.
- 1441 — Алишер Навои (ум. 1501), поэт Востока, философ-суфист, государственный деятель тимуридского Хорасана.
- 1666 — Джордж Дуглас-Гамильтон (ум. 1737), военный деятель, первый фельдмаршал в Британской армии.
- 1748 — Джон Томас Дакворт (ум. 1817), британский адмирал периода революционных и наполеоновских войн.
- 1769 — Жан Буде (ум. 1809), французский дивизионный генерал времён наполеоновских и революционных войн.
- 1773 — Уильям Генри Гаррисон (ум. 1841), американский политик, 9-й президент США (с 4 марта по 4 апреля 1841 г.).
- 1776 — Пётр Рикорд (ум. 1855), российский адмирал, путешественник, учёный, дипломат, писатель, кораблестроитель, государственный и общественный деятель.
- 1781 — Иоганн Баптист фон Спикс (ум. 1826), немецкий естествоиспытатель.
- 1783 — Василий Жуковский (ум. 1852), русский поэт, переводчик, литературный критик.

### XIX век
- 1815 — Федерико Мадрасо (ум. 1894), испанский художник, исторический живописец и портретист.
- 1830 — Абдул-Азиз (ум. 1876), 32-й султан Османской империи (1861—1876).
- 1844 — Анатолий Кони (ум. 1927), российский юрист, литератор и общественный деятель, член Государственного совета.
- 1846 — Вильгельм Майбах (ум. 1929), немецкий инженер-конструктор, изобретатель (совместно с Готтлибом Даймлером) первого мотоцикла, а также первого автомобиля под торговой маркой Mercedes.
- 1865
  - Эрих фон Дригальский (ум. 1949), немецкий географ, геофизик, полярный исследователь.
  - Стелла Патрик Кэмпбелл (ум. 1940), английская актриса.
- 1867 — Нацумэ Сосэки (наст. имя Нацумэ Кинноскэ; ум. 1916), японский писатель, один из основоположников современной японской литературы.
- 1874 — Всеволод Мейерхольд (ум. 1940), русский и советский театральный режиссёр и актёр.
- 1885
  - Альбан Берг (ум. 1935), австрийский композитор, один из видных представителей экспрессионизма в музыке.
  - Ваан Терьян (при рожд. Ваган Тер-Григорян; ум. 1920), армянский поэт и общественный деятель.
- 1887 — Василий Чапаев (погиб в 1919), советский военачальник, красноармеец, герой Гражданской войны.
- 1889 — атаман Борис Анненков (расстрелян в 1927), российский военачальник, генерал-лейтенант, командующий Отдельной Семиреченской армией во время Гражданской войны.
- 1892 — Фёдор Раскольников (ум. 1939), советский военный и государственный деятель, дипломат-невозвращенец, автор «Открытого письма Сталину» с обвинением советского режима в массовых репрессиях.
- 1895
  - Макс Валье (погиб в 1930), австрийский конструктор ракетной техники, пропагандист идеи межпланетных полётов.
  - Фёдор Оцеп (ум. 1949), русский советский кинорежиссёр, сценарист, критик, организатор кинопроизводства, эмигрант.

### XX век
- 1902
  - Никита Изотов (ум. 1951), советский шахтёр-стахановец, инициатор «изотовского движения».
  - Гертруда Шольц-Клинк (ум. 1999), глава Национал-социалистической женской организации (NSF), имперского женского союза Германского Красного Креста.
- 1910 — Жак Моно (ум. 1976), французский биохимик и микробиолог, нобелевский лауреат по физиологии или медицине (1965).
- 1915 — Борис Андреев (ум. 1982), актёр театра и кино, народный артист СССР.
- 1918 — Владимир Семенихин (ум. 1990), советский учёный-энергетик, профессор, академик, Герой Социалистического Труда.
- 1920 — Григорий Речкалов (ум. 1990), генерал-майор авиации, дважды Герой Советского Союза.
- 1925
  - Валентин Зорин (ум. 2016), советский и российский политолог, журналист, политический обозреватель, писатель, историк-американист, лауреат Государственных премий СССР и РСФСР.
  - Лидия Князева (ум. 1987), актриса театра, кино и озвучивания, театральный педагог, народная артистка СССР.
- 1928 — Ринус Михелс (ум. 2005), нидерландский футболист и футбольный тренер, изобретатель тотального футбола.
- 1928 — Фрэнк Фразетта (ум. 2010), американский художник-фантаст, иллюстратор, мультипликатор, автор комиксов.
- 1931 — Мукагали Макатаев (ум.1976), казахский советский поэт и писатель, переводчик.
- 1936 — Александр Голубев (ум. 2020), деятель советских и российских органов госбезопасности.
- 1938
  - Игорь Гранов (ум. 2021), музыкант, композитор, продюсер, заслуженный артист РСФСР.
  - Юрий Коваль (ум. 1995), русский советский детский писатель, поэт, сценарист, художник, скульптор, автор-исполнитель.
- 1940 — Джон Максвелл Кутзее, англоязычный писатель из ЮАР, критик, лингвист, лауреат Нобелевской премии (2003).
- 1942 — Кэрол Кинг, американская певица, пианистка, автор песен, обладательница четырёх «Грэмми».
- 1943
  - Йонни Нильссон (ум. 2022), шведский конькобежец, олимпийский чемпион на дистанции 10 000 метров (1964).
  - Джо Пеши, американский актёр, комик, певец, лауреат премии «Оскар».
- 1945 — Миа Фэрроу, американская актриса, бывшая модель, лауреат премии «Золотой глобус».
- 1948 — Константин Пуликовский, российский военный и государственный деятель, бывший полпред Президента РФ на Дальнем Востоке (2000—2005).
- 1953 — Бердибек Сапарбаев, казахстанский государственный и общественный деятель.
- 1959 — Владимир Басов, советский и российский киноактёр, кинорежиссёр, сценарист, продюсер.
- 1962 — Алексей Пиманов, советский и российский журналист, телеведущий, режиссёр, продюсер, сценарист.
- 1974 — Йорди Кройф, нидерландский футболист и футбольный тренер, сын Йохана Кройфа.
- 1979 — Ирина Слуцкая, российская фигуристка, двукратная чемпионка мира (2002, 2005), 7-кратная чемпионка Европы, призёр Олимпийских игр (2002).
- 1981 — Том Хиддлстон, британский актёр кино, телевидения, театра и озвучивания, лауреат премии «Золотой глобус».
- 1987
  - Магдалена Нойнер, немецкая биатлонистка, двукратная олимпийская чемпионка (2012), 12-кратная чемпионка мира.
  - Генри Сехудо, американский борец вольного стиля, олимпийский чемпион (2008), боец смешанных боевых искусств.
- 1990 — Фёдор Смолов, российский футболист.
- 1991 — Нурислам Санаев, казахстанский борец вольного стиля тувинского происхождения.
- 1992 — Дарья Мельникова, российская актриса.
- 1994 — Лукас Эгибар, испанский сноубордист, чемпион мира.
- 1999 — Хенню Рейстад, норвежская гандболистка, олимпийская чемпионка (2024), чемпионка мира и Европы.

### XXI век
- 2002 — Реган Смит, американская пловчиха, двукратная олимпийская чемпионка, многократная чемпионка мира.

## Скончались
См. также: Категория:Умершие 9 февраля

### До XIX века
- 1640 — Мурад IV (р. 1612), 17-й султан Османской империи (1623—1640).
- 1649 — Карл I Стюарт (р. 1600), король Англии (1625—1649).
- 1675 — Герард Доу (р. 1613), голландский художник-портретист, ученик Рембрандта.
- 1733 — Амалия Генриетта фон Зайн-Витгенштейн-Берлебург[укр.] (р. 1664), графиня из линии Сайн-Витгенштейн-Берлебург, в браке графиня Изенбург-Бюдинген в Меерхольце, основательница линии Изенбург-Бюдинген-Меерхольц.

### XIX век
- 1811 — Невил Маскелайн (р. 1732), английский астроном, измеривший расстояние от Земли до Солнца.
- 1857 — Дионисиос Соломос (р. 1798), греческий поэт.
- 1870 — Александр Лакиер (р. 1824), российский историк права и литератор.
- 1874
  - Жюль Мишле (р. 1798), французский историк.
  - графиня де Сегюр (р. 1799), французская писательница русского происхождения.
- 1879 — князь Александр Барятинский, российский генерал-фельдмаршал, главнокомандующий Кавказской армией и кавказский наместник.
- 1881
  - Андрей Будберг (р. 1817), российский дипломат, посол в Берлине, Вене и Париже.
  - Фёдор Михайлович Достоевский (р. 1821), писатель, классик русской литературы.
- 1885 — Иоанн Цезарь Годефруа (р. 1813), гамбургский купец, основатель Музея Годефруа[нем.][8].
- 1886 — Уинфилд Скотт Хэнкок (р. 1824), американский генерал, герой Гражданской войны.

### XX век
- 1905 — Адольф фон Менцель (р. 1815), немецкий художник.
- 1906 — Пол Лоренс Данбар (р. 1872), американский писатель, поэт и прозаик.
- 1911 — Павел Голубицкий (р. 1845), русский изобретатель в области телефонии.
- 1916 — Александр Воейков (р. 1842), географ, метеоролог, путешественник, основоположник российской климатологии.
- 1926 — Лариса Рейснер (р. 1895), русская писательница, разведчица.
- 1932 — Дмитрий Багалей (р. 1857), украинский историк, ректор Харьковского университета.
- 1943
  - Дмитрий Кардовский (р. 1866), российский художник.
  - расстреляны участники антифашистской организации «Молодая гвардия» Олег Кошевой (р. 1926), Любовь Шевцова (р. 1924) и др.
- 1957 — Миклош Хорти (р. 1868), венгерский адмирал, правитель Венгрии (1920—1944).
- 1960 — Александр Бенуа (р. 1870), русский художник и писатель, представитель Серебряного века.
- 1963 — расстрелян Абдель Керим Касем (р. 1914), премьер-министр и министр обороны Ирака в 1958—1963 гг.
- 1964
  - Ари Баррозу (р. 1903), бразильский композитор, пианист, футбольный комментатор, радио- и телеведущий.
  - Эрнст Кречмер (р. 1888), немецкий психиатр и психолог.
- 1969 — Константин Островитянов (р. 1892), советский экономист и общественный деятель.
- 1977 — Сергей Ильюшин (р. 1894), советский авиаконструктор, трижды Герой Социалистического Труда.
- 1979
  - Денеш Габор (р. 1900), венгерский и британский физик, основоположник голографии, лауреат Нобелевской премии (1971).
  - Аллен Тейт (р. 1899), американский поэт, эссеист, литературный критик.
- 1980 — Ростислав Алексеев (р. 1916), советский инженер-кораблестроитель, главный конструктор судов на подводных крыльях.
- 1981 — Билл Хейли (р. 1925), американский исполнитель, один из основоположников рок-н-ролла.
- 1984 — Юрий Андропов (р. 1914), советский партийный и государственный деятель, Генеральный секретарь ЦК КПСС (с 1982).
- 1989 — Осаму Тэдзука (р. 1928), японский мангака, аниматор, создатель Астробоя.
- 1991 — Аркадий Мигдал (р. 1911), советский физик-теоретик, академик.
- 1995 — Джеймс Уильям Фулбрайт (р. 1905), американский сенатор, основатель программы Фулбрайта.
- 1997 — Брайан Коннолли (р. 1948), вокалист английской рок-группы Sweet.

### XXI век
- 2001 — Герберт Саймон (р. 1916), американский психолог и экономист, лауреат Нобелевской премии (1978).
- 2002 — Олег Жуков (р. 1973), солист поп-группы «Дискотека Авария».
- 2005 — Раиса Кириченко (р. 1943), украинская певица, народная артистка Украинской ССР.
- 2008
  - Борис Голубовский (р. 1919), театральный режиссёр, педагог, народный артист РСФСР.
  - Георгий Егоров (р. 1918), начальник Главного штаба ВМФ СССР (1977—1991), адмирал флота, Герой Советского Союза.
- 2019 — Максимилиан Райнельт (р. 1988), немецкий спортсмен, олимпийский чемпион в академической гребле.
- 2020 — Сергей Слонимский (р. 1932), композитор, пианист, педагог, народный артист РСФСР.
- 2024
  - Робер Бадентер (р. 1928), французский политик и юрист, министр юстиции (1981—1986), председатель Конституционного совета (1986—1995).
  - Дамо Судзуки (настоящее имя Кэндзи Судзуки; р. 1950), японский певец и музыкант. Бывший вокалист немецкой группы Can.
  - Рената Флорес (р. 1949), мексиканская актриса и  рок-певица.
- 2025 — Олег Стриженов (р. 1929), советский и российский актёр театра и кино. Народный артист СССР (1988).